# زاك هندرسون
زاك هندرسون (بالإنجليزية: Zac Henderson)‏ هو لاعب كرة قدم أمريكية ولاعب كرة قدم كندية أمريكي، ولد في 14 أكتوبر 1955 في جينا في الولايات المتحدة.

## وصلات خارجية
- زاك هندرسون على موقع مرجع كرة القدم المحترفة.كوم (الإنجليزية)